# 芬蘭海軍
芬蘭海軍（芬蘭語：Merivoimat）是芬蘭國防軍的其中一個軍種。海軍人數有2,300人，每年大約有4,300人派至海军服役。

## 編制
現時芬蘭海軍轄下由海軍司令部及四隊旅級部隊編制而成，列表如下:
- 海軍司令部
- 海軍學院 (芬蘭語：Merisotakoulu)
- 海岸艦隊 (芬蘭語：Rannikkolaivasto)
- 新地旅 (芬蘭語：Uudenmaan prikaati)
- 海岸旅 (芬蘭語：Rannikkoprikaati (RPR))

## 裝備

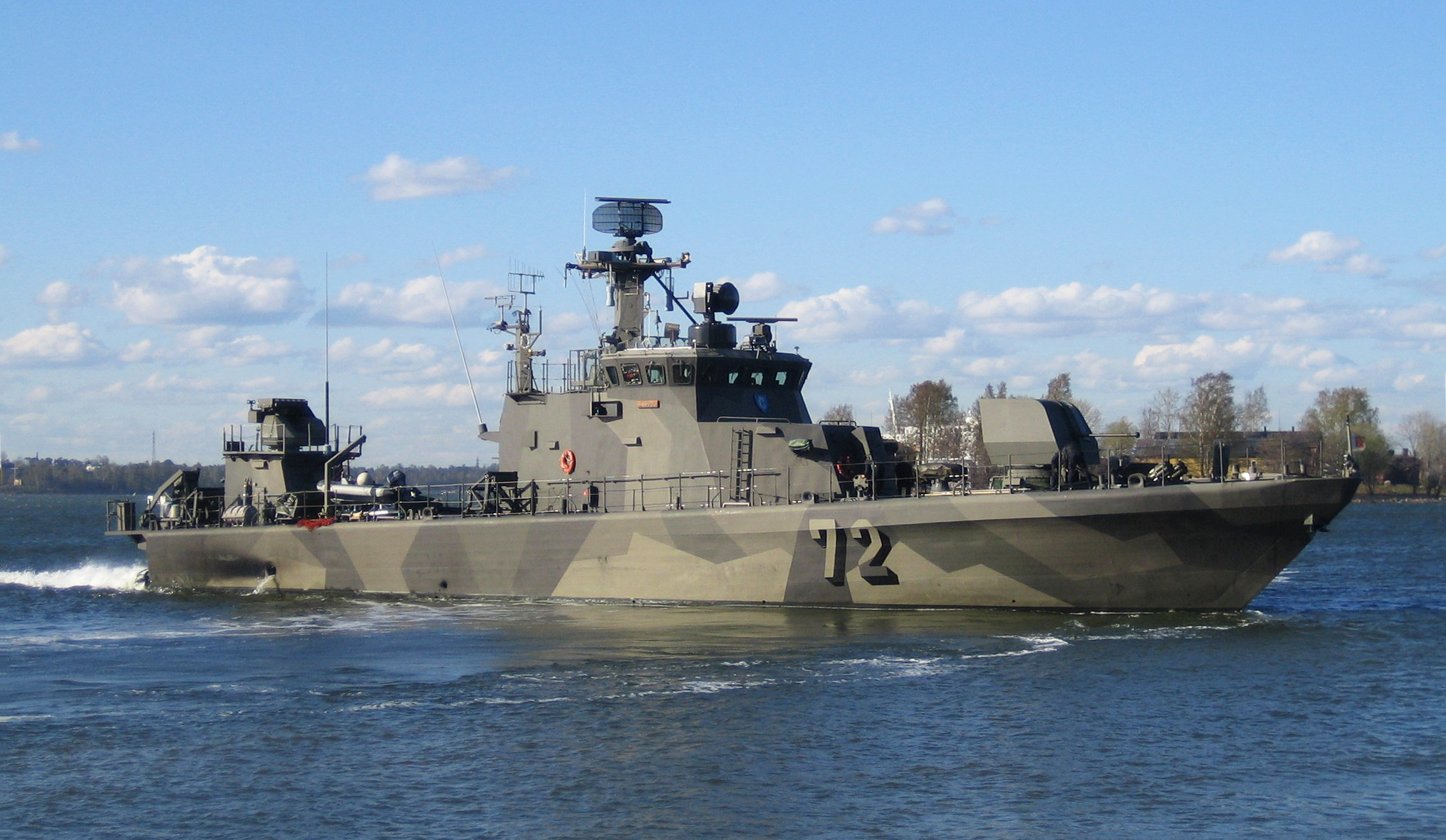
劳马（Rauma）级快速攻击舰
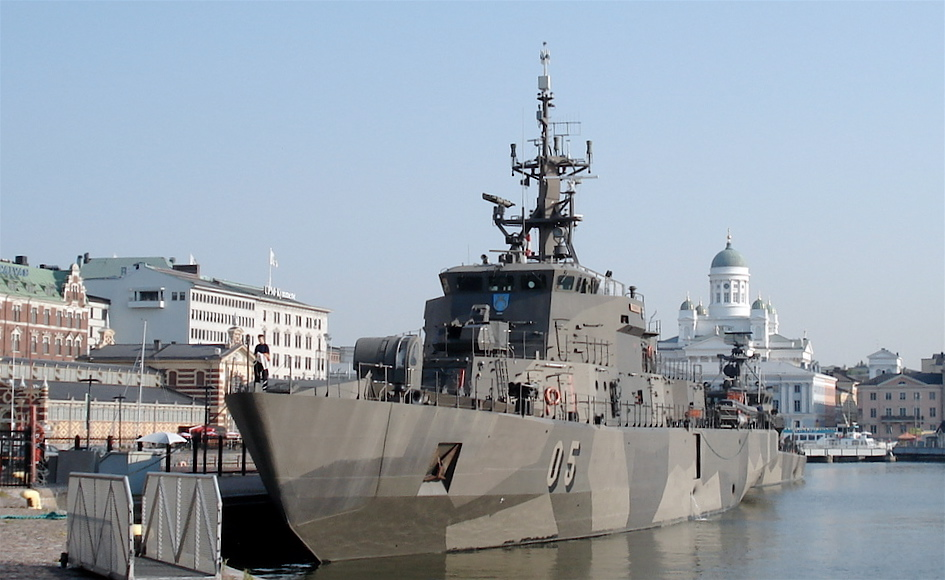
停靠在赫尔辛基的Uusimaa号布雷舰
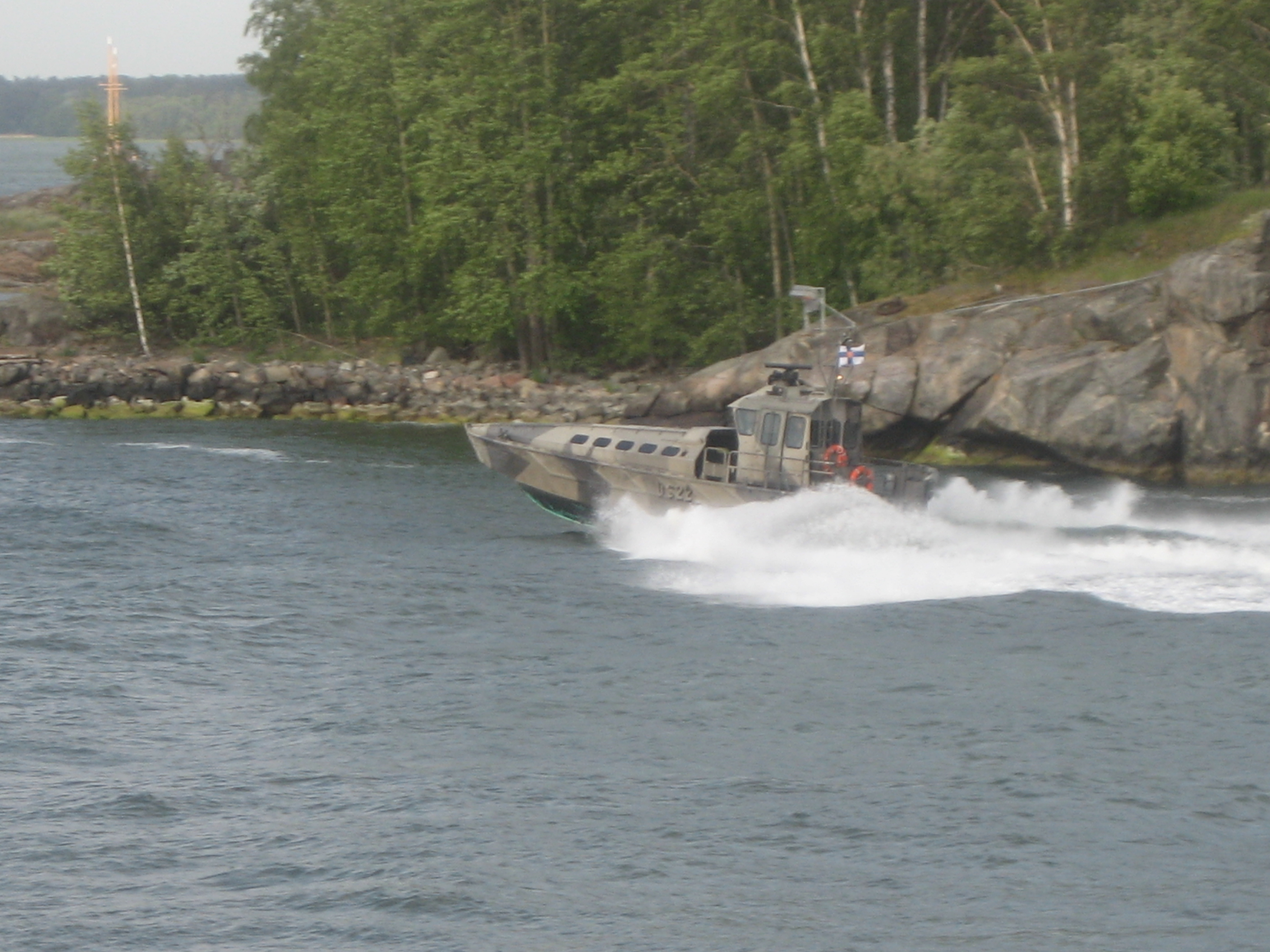
尤尔莫（Jurmo）级着陆艇

### 軍艦
快速攻擊艇
- 4艘哈米納-級快速攻擊艇
- 4艘Rauma-class快速攻擊艇

水雷艦
- 2艘Hämeenmaa-class佈雷艇
- 3艘Pansio-class布雷艦
- 3艘Katanpää-class水雷反制艦
- 3艘Kuha-class扫雷艇
- 6艘Kiiski-class扫雷艇

## 外部連結
- 芬蘭國防軍 （页面存档备份，存于）
- Finnish Navy in World War II
- Finnish Navy in the Winter War （页面存档备份，存于）
- Submarine Vesikko （页面存档备份，存于）